# Poort van alle Naties

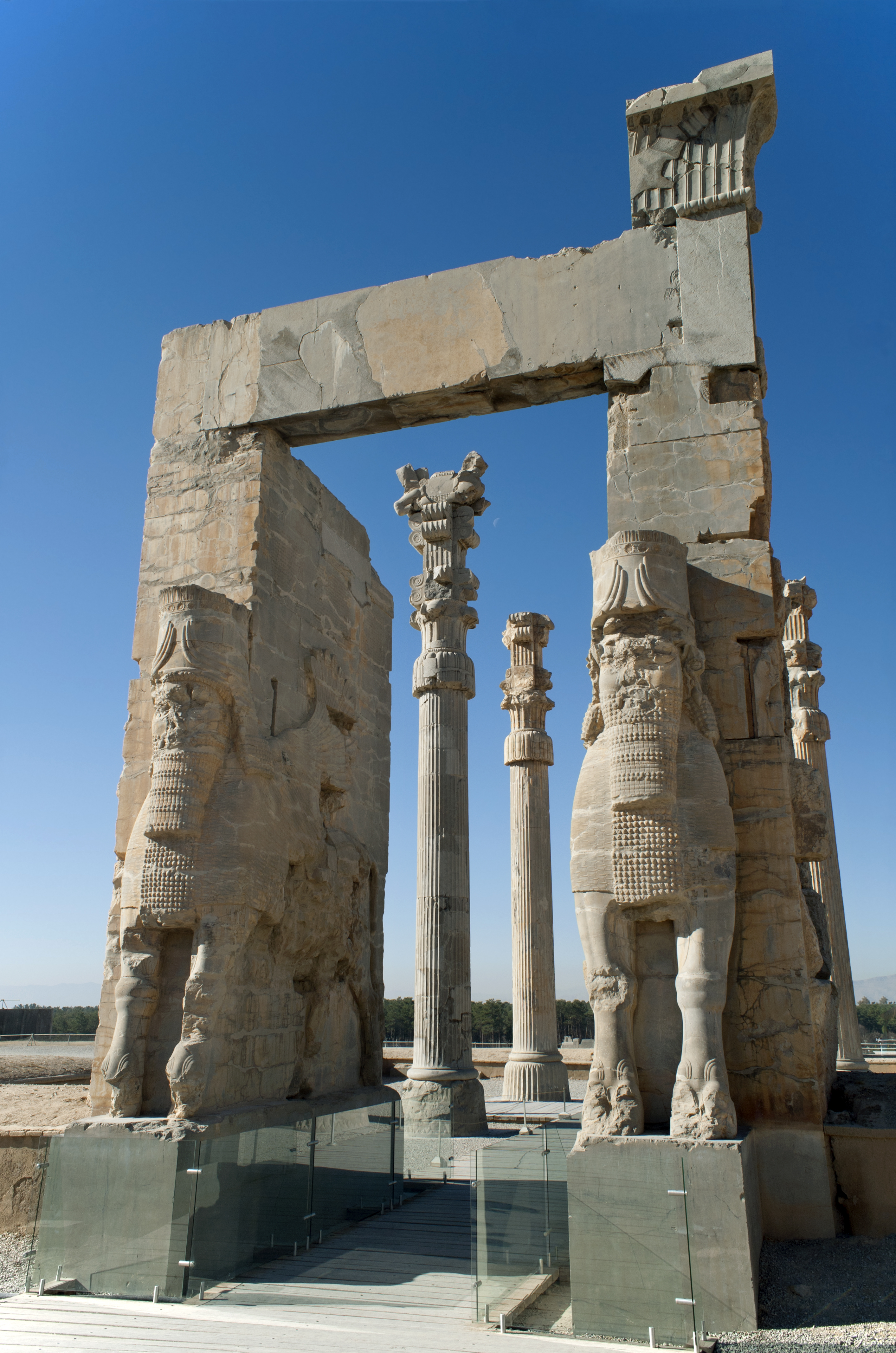
Poort van alle Naties

De Poort van alle Naties, ook gekend onder de naam Poort van Xerxes, is een stadspoort die rond 500 v Chr. in de Perzische stad Persepolis gebouwd werd op bevel van de Achaemenidische koning Xerxes I.
De poort bevat de inscriptie "Poort van alle Naties" in 3 talen: Babylonisch, Oud Perzisch en Elamitisch.